# لينارت فون بوست
لينارت فون بوست (بالسويدية: Lennart von Post)‏ هو جيولوجي وأستاذ جامعي وعالم نبات سويدي، ولد في 16 يونيو 1884 في  في السويد، وتوفي في 11 يناير 1951 في Engelbrekt Parish ‏ في السويد.